# Gheorghe Hăpăianu
Gheorghe Hăpăianu (n. 16 februarie 1914, Dorohoi, Dorohoi, România – d. 15 iulie 1944, Medveđa⁠(d), Jablanica, Serbia) a fost un pilot român de aviație, as al Aviației Române din cel de-al Doilea Război Mondial.
A absolvit Școala de Ofițeri la 6 iunie 1939.
Adjutantul av. Gheorghe Hăpăianu a fost decorat cu Ordinul Virtutea Aeronautică de război cu spade, clasa Crucea de Aur (19 septembrie 1941) „pentru curajul arătat în ziua de 15 Iulie 1941, când a doborît un avion sovietic în lupta aeriană pe teritoriul com. Români”. A fost avansat ulterior la gradul de adjutant major și la 31 octombrie 1944 a primit Ordinul „Virtutea Aeronautică” cu spade, clasa Cavaler.

## Decorații
- Ordinul „Virtutea Aeronautică” de război cu spade, clasa Crucea de aur (19 septembrie 1941)[3]
- Ordinul „Virtutea Aeronautică” cu spade, clasa Cavaler (31 octombrie 1944)[4]